# Limnephilus politus
Limnephilus politus – chruścik z rodziny Limnephilidae. Larwy budują baryłkowate domki z fragmentów detrytusu i roślin wodnych (podobne domki budują także: Limnephilus flavicornis, Limnephilus marmoratus, Limnephilus rhombicus).
Limnebiont preferujący małe śródleśne i lobeliowe jeziora, zasiedla strefę helofitów i elodeidów. Larwy spotykane w najpłytszym litoralu, szuwarach, napływkach, oczeretach, izoetidach, elodeidach oraz na dnie z grubym detrytusem. Imagines pojawiają się późnym latem i jesienią. Gatunek eurosyberyjski, nie występuje w południowej Europie i Islandii, w Polsce stosunkowo rzadki.
Gatunek eurosyberyjski, larwy spotykane w jeziorach, zarośniętych częściach rzek, strefie rhitralu oraz wodach słonawych. Podawany głównie z nizinnej części Polski (Tomaszewski 1965). Limnebiont, preferuje małe zbiorniki śródleśne, lobeliowe, larwy w strefie helofitów oraz elodeidów.
Obecność wykazana w dwóch jeziorach Niziny Szczecińskiej oraz większości badanych jezior lobeliowych, najliczniej poławiany w isoetidach, mniej licznie w oczeretach, sporadycznie w szuwarach, dnie piaszczystym, elodeidach. Na Poj. Mazurskim imagines złowiono nad jez. Kośno, Skanda, nad wysychającym jeziorkiem k. Pasymia, Śniardwami i jez. Mikołajskim. Larwy licznie spotykane w zanikającym zbiorniku śródleśnym koło Żabiego Rogu, w eutroficznym jez. Warchałdzkim, mniej licznie w wielu jeziorach różnego typu. Larwy obecne głównie wśród trzcin, ponadto w Glycerii, wydają się związane z siedliskami bogatymi w gruby detrytus oraz brzegiem zadrzewionym. W jeziorze Kierskim larwy spotykane były wszędzie, bardzo często w oczeretach i ramienicach, często na dnie kamienistym i żwirowo-piaszczystym oraz włosienniczniku, sporadycznie w moczarce i rdestnicach. Larwy spotykane w starorzeczach Doliny Narwi, zaś imagines nad starorzeczami w Górach Świętokrzyskich.
Gatunek ten licznie występuje w jeziorach i czasami w zalewach morskich Skandynawii. W Karelii larwy występowały na głębokościach od 0,1 do 5 m, najliczniej wśród turzyc i skrzypu we wszystkich typach wód. Gatunek często spotykany w jeziorach Pribaltyki. Występuje we wszystkich typach jezior, najczęściej w jeziorach oligo-dystroficznych, dystroficznych z torfianymi brzegami oraz słaboeutroficznych. Spotykany w jeziorach Europy Zachodniej.